# Gare du Breuil-sur-Couze
Gare du Breuil-sur-Couze – przystanek kolejowy w Le Breuil-sur-Couze, w departamencie Puy-de-Dôme, w regionie Owernia-Rodan-Alpy, we Francji.
Jest przystankiem kolejowym Société nationale des chemins de fer français (SNCF), obsługiwanym przez pociągi TER Auvergne.

## Położenie
Znajduje się na wysokości 394 m n.p.m., na km 463,116 linii Saint-Germain-des-Fossés – Nîmes, pomiędzy przystankami Issoire i Brassac-les-Mines - Sainte-Florine.